# 토르콰토 타소
토르콰토 타소(Torquato Tasso, 1544년 3월 11일 ~ 1595년 4월 25일)는 이탈리아의 시인이다.

## 생애
소렌토에서 출생하였다. 18세 때 서사시 《리날도(Rinaldo)》를 발표하여 인정을 받았다. 그의 부친도 정신(廷臣)이자 시인이었다. 일찍이 어려서부터 시재를 인정받았다. 부친을 따라 각지를 편력하였으며 파도바 대학에서 법률을 배우며 장학금을 얻어 볼로냐 대학에 진학하였으나 필화 사건으로 퇴학을 당하였다.
페라라의 에스테 가의 정신이 되어 처음에는 추기경 루이지데스테에게, 다음은 공작 알폰소 2세에게 봉사하면서 동가(同家) 자매의 애호를 받았다. 1573년 목가극(牧歌劇) 《아민타(Aminta》를 저작 상연하여 호평을 받았다. 목동 아민타는 아름다운 님프를 짝사랑하여 반수신(半獸神)에게 나체로 묶여 있는 그녀를 구해 주었으나 냉대를 받는다. 그녀의 죽음의 소식을 듣고 자살하려 할 때 살아서 달려온 그녀와 맺어진다는 내용으로 밀턴의 《코머스(Comus)》 등에 큰 영향을 주었다.
한편 17세 때부터 이탈리아 문학에 결여되어 있는 서사시를, 십자군을 소재로 하여 쓰고자 마음먹고 장시 《리날도》(1562)를 습작으로 썼으며 1575년에 《해방된 예루살렘(Gerussalemme liberata)》을 완성하여 공작에게 바쳤다. 전편 8행운시 형식으로 일관, 26수로 된 대작인데 제1차 십자군의 성지 탈환을 배경으로 용사 리날도(에스테 가의 조상)와 요녀(妖女) 아르미다, 올린도와 소프로니아, 탄그레디와 에르미니아, 아르간테와 클로린다 간의 여러 가지 사랑의 갈등을 엮어 넣어 그 관능적 묘사가 특히 아름답다. 당시의 이탈리아는 반(反)종교혁명 시대로 종교 재판소의 감시 아래에 있어 이 걸작 가운데의 사실(史實)이 왜곡된 것이며 교리로부터 이탈되었다고 하는 비평가들의 추궁 때문에 박해 공포증에 걸려 피신하였다.
약 2년간의 방랑 끝에 7년 여의 감금생활을 했다. 귀비(貴妃)의 도움으로 풀려나 로마 교황의 보호를 받으며 주저 《정복된 예루살렘(Gerusalemme conquistata》을 완성하였다. 캄피도리오 언덕에서의 계관(桂冠)을 목전에 두고 로마에서 사망하였다. 그 밖에 다수의 시편, 시론, 서간 등이 있으나 그의 주저와 《아민타》를 통해서 이탈리아 뿐만 아니라 유럽 문학에 불후의 이름을 남겼다. 또한 괴테는 그의 전기를 빌어 극 《타소》 속에 시와 현실의 상극을 묘사하였다.

## 같이 보기
- 해방된 예루살렘